# Ombrocharis
Ombrocharis  é um gênero botânico da família Lamiaceae.

## Espécie
Ombrocharis dulcis

## Nome e referências
Ombrocharis Hand.-Mazz.